# Cedric Benson
Cedric Myron Benson (Midland, Texas, 1982. december 28. – Austin, Texas, 2019. augusztus 17.) amerikai amerikaifutball-játékos.

## Pályafutása
A Texas csapatában játszott. 2005 és 2007 között a Chicago Bears, 2008 és 2011 között a Cincinnati Bengals, 2012 a Green Bay Packers játékosa volt.
2019. augusztus 17-én motorbaleset áldozata lett.

## Sikerei, díjai
- Doak Walker-díj (2004)